# Roma (serie televisiva)
Roma (Rome) è una serie televisiva statunitense, britannica e italiana prodotta da HBO e BBC dal 2005 al 2007. La serie, creata da Bruno Heller, John Milius e William J. MacDonald, è stata girata negli studi di Cinecittà.
La serie è ambientata nel I secolo a.C., durante la transizione dell'Antica Roma dalla Repubblica all'Impero. La serie presenta un vasto cast di personaggi, molti dei quali basati su personaggi reali tratti dalle fonti antiche, ma i protagonisti principali sono in definitiva due soldati di nome Lucio Voreno e Tito Pullo, le cui vite si intrecciano con eventi storici chiave della storia romana.
La serie, composta da due stagioni per un totale di 22 episodi, è andata in onda su HBO e BBC Two dal 28 agosto 2005 al 25 marzo 2007, ed è stata poi distribuita in DVD e Blu-ray.
Roma ha ricevuto recensioni ampiamente positive e ha avuto un numero elevato di spettatori, ricevendo una notevole attenzione dai media fin dall'inizio, diventando un successo di ascolti per HBO e BBC (anche se i numeri sono diminuiti notevolmente nella seconda stagione) ed è stata onorata con numerosi premi, tra cui quattro Emmy Awards, sette Primetime Emmy Award e un Visual Effects Society Award. La serie è andata in onda per due stagioni rispetto alle cinque previste a causa degli elevati costi di produzione; gran parte del materiale per la terza e la quarta stagione è stato inserito nella seconda stagione. Di conseguenza, la serie è stata elogiata per l'elevata accuratezza dei dettagli e per gli scenari della sua vita quotidiana, tra cui sia la lingua latina che quella egizia utilizzate nella scrittura.

## Trama
La serie è ambientata a Roma nella seconda metà del I secolo a.C., nel periodo in cui la Repubblica, ormai morente, è scossa dalle guerre civili. All'interno di questo contesto si alternano e si intrecciano le storie di personaggi storici realmente esistiti.

### Prima stagione
Nella prima stagione vengono ripercorsi gli ultimi anni di vita di Gaio Giulio Cesare, dalla resa di Vercingetorige alla sua morte avvenuta in Senato per mano di Cassio e Bruto. Questa è contornata dalle vicende di Marco Antonio come Tribuno della plebe, dai primi anni di Ottaviano Augusto e dalle vicende di fantasia del centurione prima lancia Lucio Voreno e del legionario Tito Pullo (personaggi realmente esistiti e nominati nel De bello gallico, i quali però ricoprivano entrambi il ruolo di centurione).

### Seconda stagione
La seconda stagione si sviluppa negli anni successivi alla morte di Cesare con il vuoto di potere che ne scaturisce e le lotte tra Marco Antonio e Ottaviano, che si concludono con la definitiva presa del potere di quest'ultimo e con la nascita dell'Impero romano mentre, sul piano delle vicende personali, Lucio Voreno muore, mentre Tito Pullo si prende cura di Cesarione, il bambino ufficialmente considerato figlio di Giulio Cesare e Cleopatra ma che era in realtà figlio suo, sottratto alla morte e tenuto in vita sotto mentite spoglie.

## Episodi
| Stagione         | Episodi | Prima TV USA | Prima TV Italia |
| ---------------- | ------- | ------------ | --------------- |
| Prima stagione   | 12      | 2005         | 2006            |
| Seconda stagione | 10      | 2007         | 2009            |

## Personaggi e interpreti

### Principali
- Lucio Voreno (stagioni 1-2), interpretato da Kevin McKidd, doppiato da Stefano Benassi.
Dedito alla sua famiglia e ai tradizionali valori romani, lotta per mantenere l’equilibrio tra la fede personale, il dovere ai suoi superiori e le necessità della famiglia e degli amici. È introdotto come un centurione veterano della XIII legione alla quale ritorna con una promozione dopo un fallimento nella vita civile. La sua personalità inflessibile lo porta a inasprirsi con la moglie e le figlie, cosa di cui in seguito si pente.
- Tito Pullo (stagioni 1-2), interpretato da Ray Stevenson, doppiato da Luca Ward.
Soldato amichevole, ottimista, incurante, con la morale di un pirata, gli appetiti di un edonista e una totale mancanza di responsabilità personale, scopre ideali celati e integrità dentro sé stesso.
- Azia dei Giulii (stagioni 1-2), interpretata da Polly Walker, doppiata da Claudia Catani.
Nipote di Cesare e madre di Ottaviano e Ottavia. Felicemente amorale e manipolatrice opportunistica. Le conoscenze della sua famiglia e le relazioni sessuali l’hanno portata in contatto con alcuni dei più potenti individui di Roma, facendo di lei una figura molto influente nella società romana.
- Gneo Pompeo Magno (stagione 1), interpretato da Kenneth Cranham, doppiato da Pietro Biondi.
Generale leggendario, dopo aver passato giorni migliori, cerca di riprendersi le glorie della sua giovinezza oltre a fare la cosa giusta per la Repubblica.
- Servilia dei Giunii (stagioni 1-2), interpretata da Lindsay Duncan, doppiata da Barbara Castracane.
Madre di Bruto, amante di Cesare e nemica di Azia. Raffinata e affascinante matrona romana che segue il suo cuore a suo detrimento, tradita dall’amore, bramosa di vendetta. Lentamente diventa fredda, calcolatrice e crudele verso coloro che vorrebbe distruggere.
- Marco Giunio Bruto (stagioni 1-2), interpretato da Tobias Menzies, doppiato da Riccardo Niseem Onorato.
Figlio di Servilia e pieno di conflitti interni. Da una parte vede Cesare come una figura paterna, ma è anche un discendente di un fondatore della Repubblica.
- Ottavia dei Giulii (stagioni 1-2), interpretata da Kerry Condon, doppiato da Domitilla D'Amico.
Figlia di Azia che la domina e manipola. Sebbene mostri l’intelligenza di suo fratello, ne è essenzialmente vittima.
- Catone (stagione 1), interpretato da Karl Johnson, doppiato da Oliviero Dinelli.
Estremo tradizionalista, contro politica, sociale e declino morale, devoto difensore della Repubblica romana.
- Niobe (stagioni 1-2), interpretata da Indira Varma, doppiata da Francesca Fiorentini.
Splendida donna devota alla famiglia, è una fiera plebea di un grande clan. Dopo il matrimonio con Voreno e aver dato alla luce due figlie, assume il ruolo di genitore singolo quando il marito è in guerra. In seguito alla notizia falsa della morte di Voreno, intraprende una relazione con suo cognato e partorisce un figlio, Lucio, qualche mese prima che il marito ritorni a casa vivo e vegeto. Convinta di venire uccisa e temendo che tutti verrebbero a conoscenza della relazione, racconta a Voreno che il piccolo Lucio è suo nipote, avuto dalla loro figlia maggiore e dal suo amante.
- Cicerone (stagioni 1-2), interpretato da David Bamber, doppiato da Massimo Lodolo.
Studioso e politico moderato, cerca di salvare la repubblica tradizionale dalle ambizioni altrui. Appare un po' codardo e deciso a prendere qualsiasi posizione per salvare la pelle.
- Ottaviano (stagioni 1-2), interpretato da Max Pirkis (giovane) e da Simon Woods (adulto), doppiato da Davide Perino (giovane) e da Francesco Pezzulli (adulto).
Astuto e freddo fin da giovane e con una precoce comprensione del mondo, delle persone, della filosofia e della politica. È desideroso di entrare nella vita politica e segue le orme di Cesare.
- Timone (stagioni 1-2), interpretato da Lee Boardman, doppiato da Stefano Valli.
Giudeo romano, guardia del corpo e sicario agli ordini di Azia, da cui è disposto a prendere il corpo invece del denaro.
- Posca (stagioni 1-2), interpretato da Nicholas Woodeson, doppiato da Carlo Reali.
Schiavo greco di Cesare, suo amico, aiutante di campo e confidente in diversi ambiti personali e professionali. Come schiavo, raramente riceve riconoscimenti, ma sembra che le soluzioni più semplici ed eleganti ai problemi di Cesare provengano dalla sua mente. Viene liberato e stipendiato per volere di Cesare all’inizio della seconda stagione. Dona il suo supporto a Marco Antonio, ma in seguito passa a Ottaviano.
- Eleni (stagioni 1-2), interpretata da Suzanne Bertish, doppiata da Graziella Polesinanti.
Schiava dedita completamente a Servilia.
- Scipione (stagione 1), interpretato da Paul Jesson, doppiato da Eugenio Marinelli.
Compagno e seguace di Catone.
- Marco Antonio (stagioni 1-2), interpretato da James Purefoy, doppiato da Loris Loddi (stagione 1) e da Francesco Bulckaen (stagione 2).
È un generale romano scaltro e poco malleabile, molto popolare presso il popolo romano. Alleato leale e amico intimo di Cesare, diventa console di Roma dopo la sua morte ma si sposta in Egitto, dove governa le province romane orientali e in seguito si suicida con la sua amante Cleopatra.
- Caio Giulio Cesare (stagioni 1-2), interpretato da Ciarán Hinds, doppiato da Stefano De Sando.
Descrive sé stesso come un riformatore a fianco dei plebei, sebbene sia un patrizio. È clemente con i nemici sconfitti e autenticamente afflitto dalla loro morte. Effettuerà molte riforme per il benessere del popolo.
- Vorena (stagioni 1-2), interpretata da Coral Amiga, doppiata da Giulia Catania.
È la primogenita di Voreno e Niobe, alquanto impulsiva e, come suo padre, dotata di una natura inclemente e colma di risentimento.
- Evandro Pulchio (stagione 1), interpretato da Enzo Cilenti, doppiato da David Chevalier.
Marito di Lidia, cognato di Niobe e segretamente padre di Lucio. Viene ucciso da Pullo e Ottaviano i quali, appreso il suo segreto, si rendono conto che causerebbe troppi problemi a Voreno.
- Irene (stagioni 1-2), interpretata e doppiata da Chiara Mastalli.
Reclamata da Pullo come sua schiava, ma ospitata da Voreno, è l’oggetto d’affetto di Pullo.
- Lidia (stagioni 1-2), interpretata da Esther Hall, doppiata da Letizia Scifoni.
Sorella di Niobe, vedova di Evandro, e socia d’affari con Voreno di una macelleria molto redditizia.
- Quinto Pompeo (stagioni 1-2), interpretato da Rick Warden, doppiato da Giorgio Borghetti.
Figlio minore di Pompeo.
- Calpurnia (stagioni 1-2), interpretata da Haydn Gwynne, doppiata da Roberta Pellini.
Ultima moglie di Cesare.
- Cassio (stagione 2, ricorrente stagione 1), interpretato da Guy Henry, doppiato da Oreste Baldini.
Ha avuto piuttosto successo la sua abilità nel persuadere Bruto a considerare le intenzioni di Cesare. In seguito all’assassinio di Cesare, dichiara guerra contro Marco Antonio e Ottaviano con Bruto. La sua morte nella battaglia di Filippi induce Bruto a suicidarsi.
- Annunciatore (stagione 2, ricorrente stagione 1), interpretato da Ian McNeice, doppiato da Roberto Stocchi.
Messaggero romano che annuncia notizie ai cittadini e residenti romani. Quando legge le tavolette, usa gesti di mani e braccia per rappresentare ed enfatizzare particolari aspetti delle notizie.
- Gaia (stagione 2), interpretata da Zuleikha Robinson, doppiata da Giuppy Izzo.
Ex custode di un lupanare, negozia un mestiere simile con una paga migliore con Voreno, ora a capo dell’Aventino. Diventa alquanto legata a Mascius, ma mostra anche un interesse opportunistico in Voreno e Pullo.
- Cleopatra (stagione 2, guest stagione 1), interpretata da Lyndsey Marshal, doppiata da Federica De Bortoli.
Sposata a suo fratello Tolomeo XIII, usa Pullo per stringere un’alleanza con Cesare. Amante di Cesare e Marco Antonio, madre di Cesarione e dei gemelli avuti da Marco: Cleopatra Selene e Alessandro Elio.
- Durus (stagione 2), interpretato da Rafi Gavron, doppiato da Francesco Venditti.
Ragazzo illirico, viene salvato da Castore durante una zuffa e se ne innamora. In seguito diventa uno schiavo nella villa di Azia. Per conto di Servilia, tenta di avvelenare il cibo destinato a Azia ma viene scoperto, torturato e ucciso da Timone.
- Levi (stagione 2), interpretato da Nigel Lindsay.
Fratello di Timone, diretto e zelota, arriva a Roma da Gerusalemme, dopo essersi cacciato in conflitti politici in Giudea. Ben presto aiuta un inquieto e confuso Timone a riscoprire il giudaismo. Sfortunatamente, l’assassinio di Levi attentato a Erode di Giudea termina in una fine tragica.
- Mascius (stagione 2, guest stagione 1), interpretato da Michael Nardone, doppiato da Franco Mannella.
Vecchio compagno di Pullo e Voreno, giunge all’Aventino in cerca di lavoro come terzo in comando di Voreno, dietro a Pullo.
- Memmio (stagione 2), interpretato da Daniel Cerqueira, doppiato da Massimo Rossi.
Capitano di una delle bande della malavita maggiori, i Caelians; mantiene un'instabile alleanza con Voreno. Quando si scopre che ha sottratto l’oro destinato a Marco Antonio, le rispettive bande di Pullo e Memmio combattono tra loro e Pullo recide la lingua di Memmio con un morso. In seguito il capitano viene imprigionato in una gabbia per rammentare ad altri di rimanere leali.
- Marco Vipsanio Agrippa (stagione 2), interpretato da Allen Leech, doppiato da Stefano Crescentini.
Amico d'infanzia di Gaio Ottaviano e Mecenate, Agrippa è uno dei consiglieri principali di Ottaviano. Diventa l'amante di Ottavia ma presto lo rimpiange.
- Giocasta (stagione 2), interpretata da Camilla Rutherford, doppiata da Monica Vulcano.
Figlia di un opulento mercante di nome Rufus Tranquillus e amica di Ottavia. La sua intera famiglia viene massacrata e viene aggredita prima che possa fuggire.
- Mecenate (stagione 2), interpretato da Alex Wyndham, doppiato da Andrea Mete.
È un poeta, amico d’infanzia di Ottaviano e Marco Agrippa e uno dei consiglieri principali di Ottaviano. È allegramente corrotto, a un certo punto cospira con Posca per rubare una porzione di tangente di Erode a Marco Antonio. Frequentemente si concede a orge e stupefacenti, si occupa di un gruppo di spie, ottiene piacere dagli schiavi di entrambi i sessi e non mostra nessuna esitazione quando si trova di fronte a dilemmi morali.
- Marco Lepido (stagione 2), interpretato da Ronan Vibert, doppiato da Antonio Sanna.
Generale sotto Marco Antonio, uno dei membri del Secondo triumvirato. Donatagli l’Africa quando la repubblica è divisa tra i triumviri, in seguito precipita dalla sua posizione di rilievo e i suoi territori vengono annessi prima da Marco Antonio poi da Ottaviano.

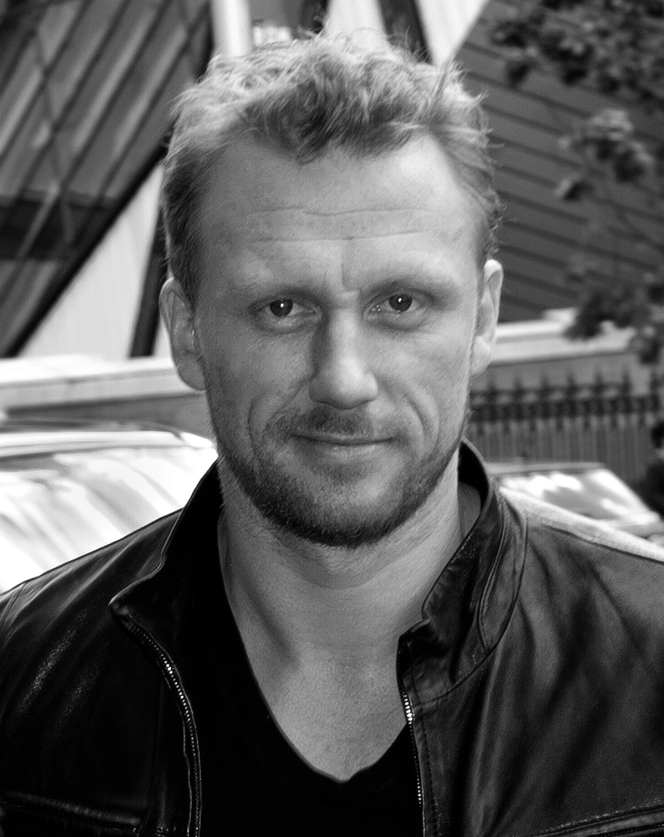
Kevin McKidd
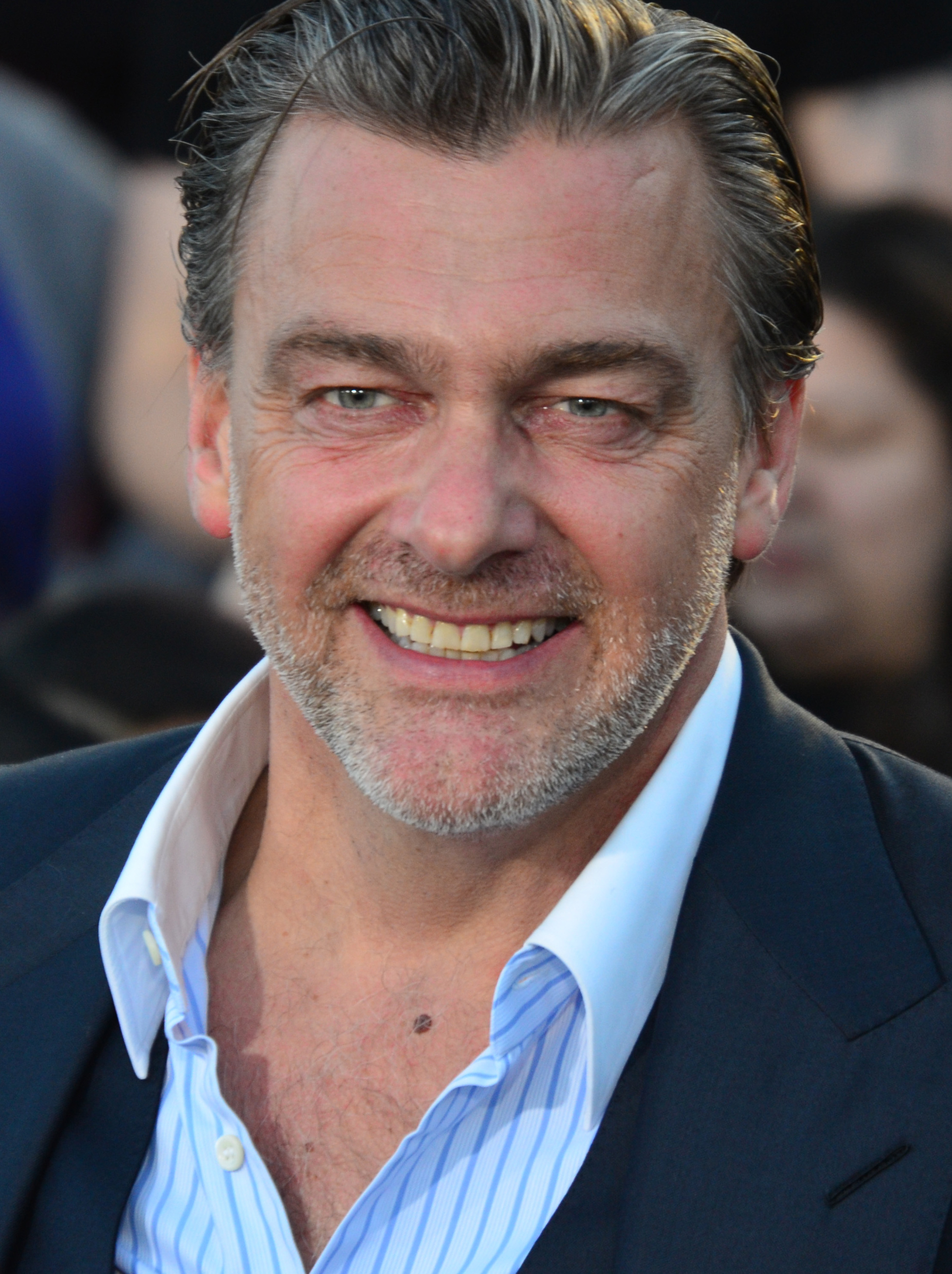
Ray Stevenson
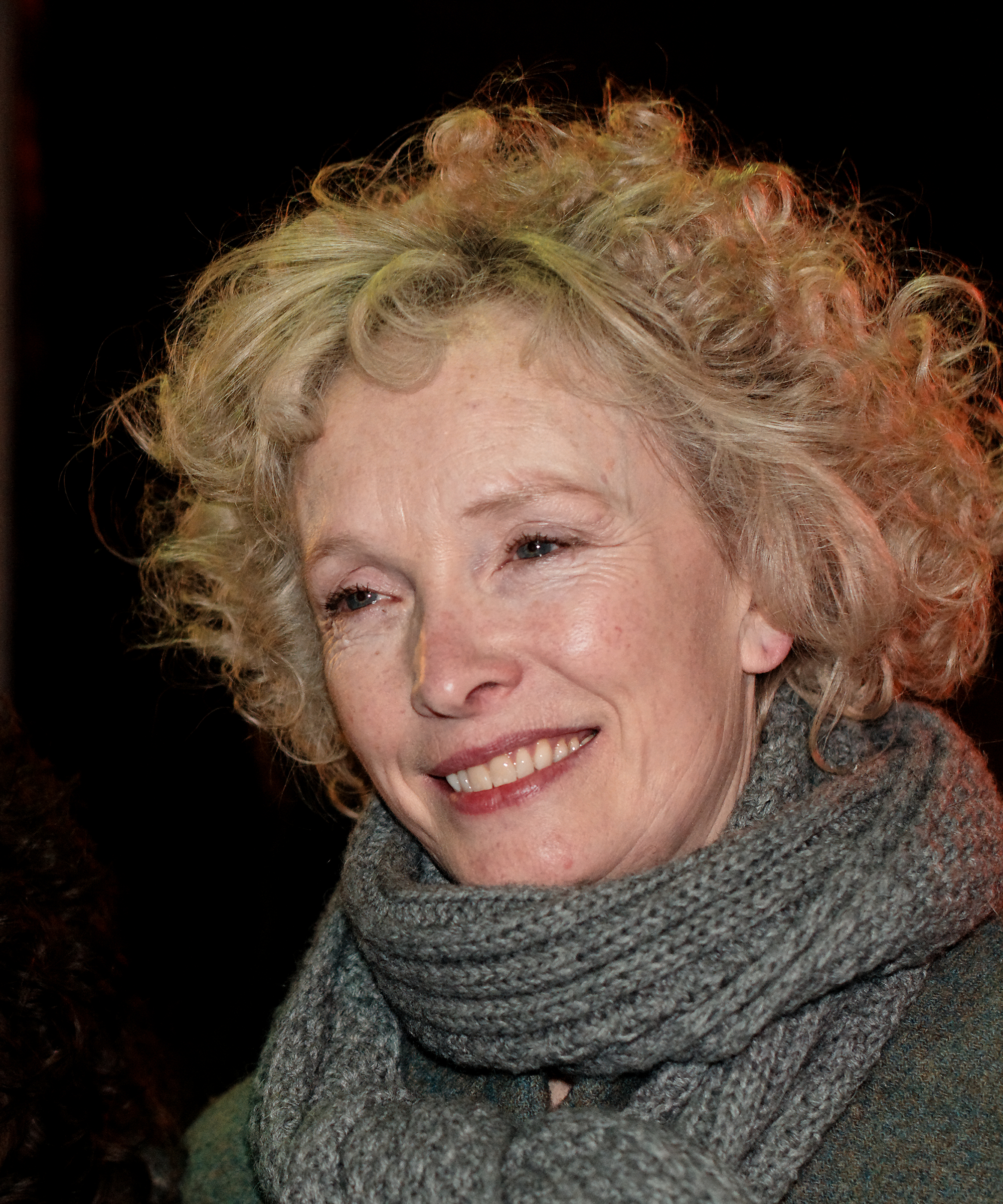
Lindsay Duncan
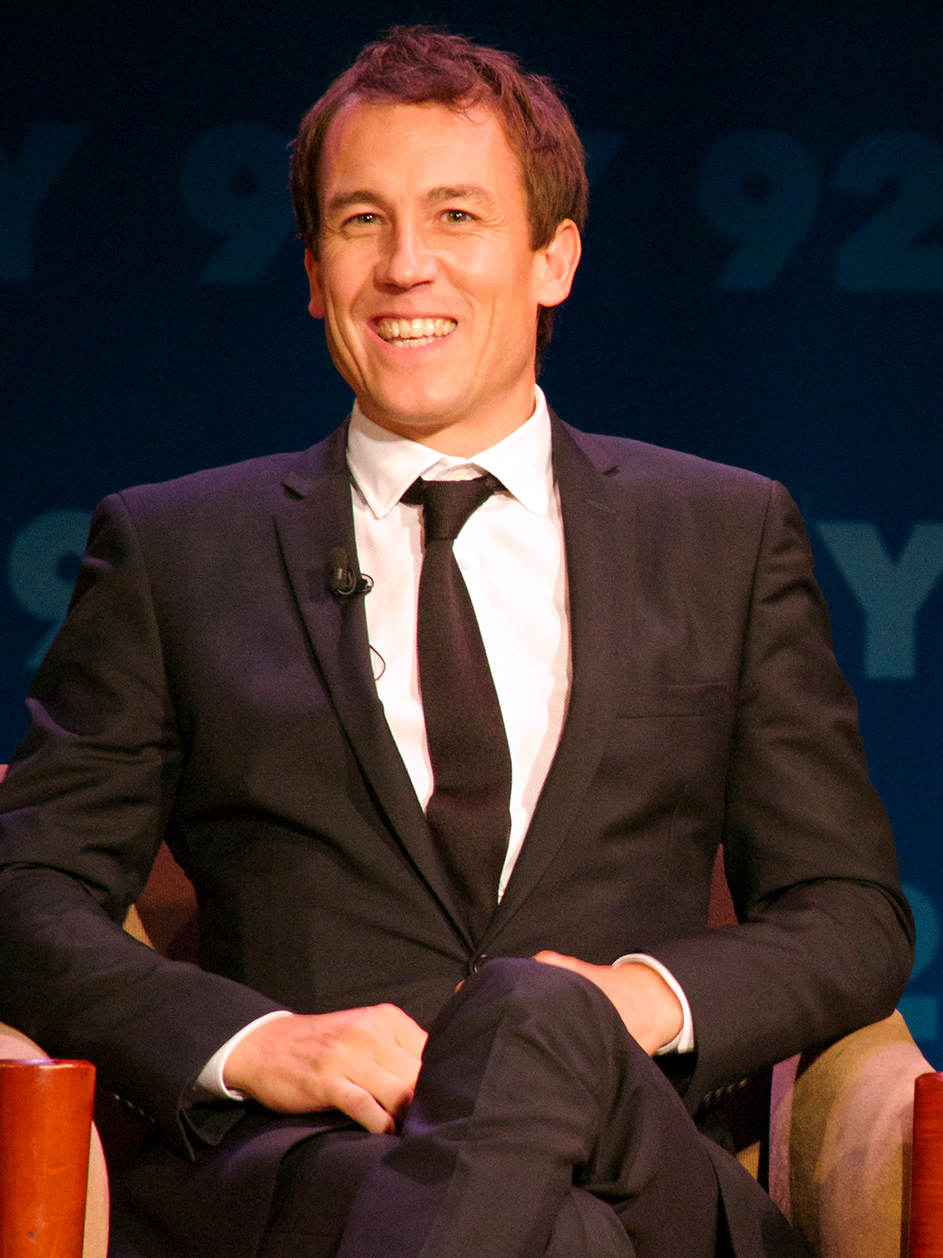
Tobias Menzies
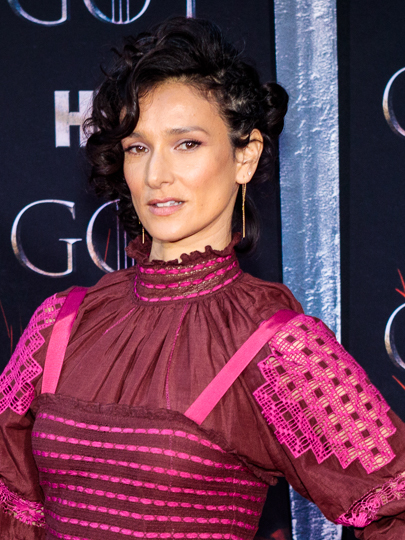
Indira Varma
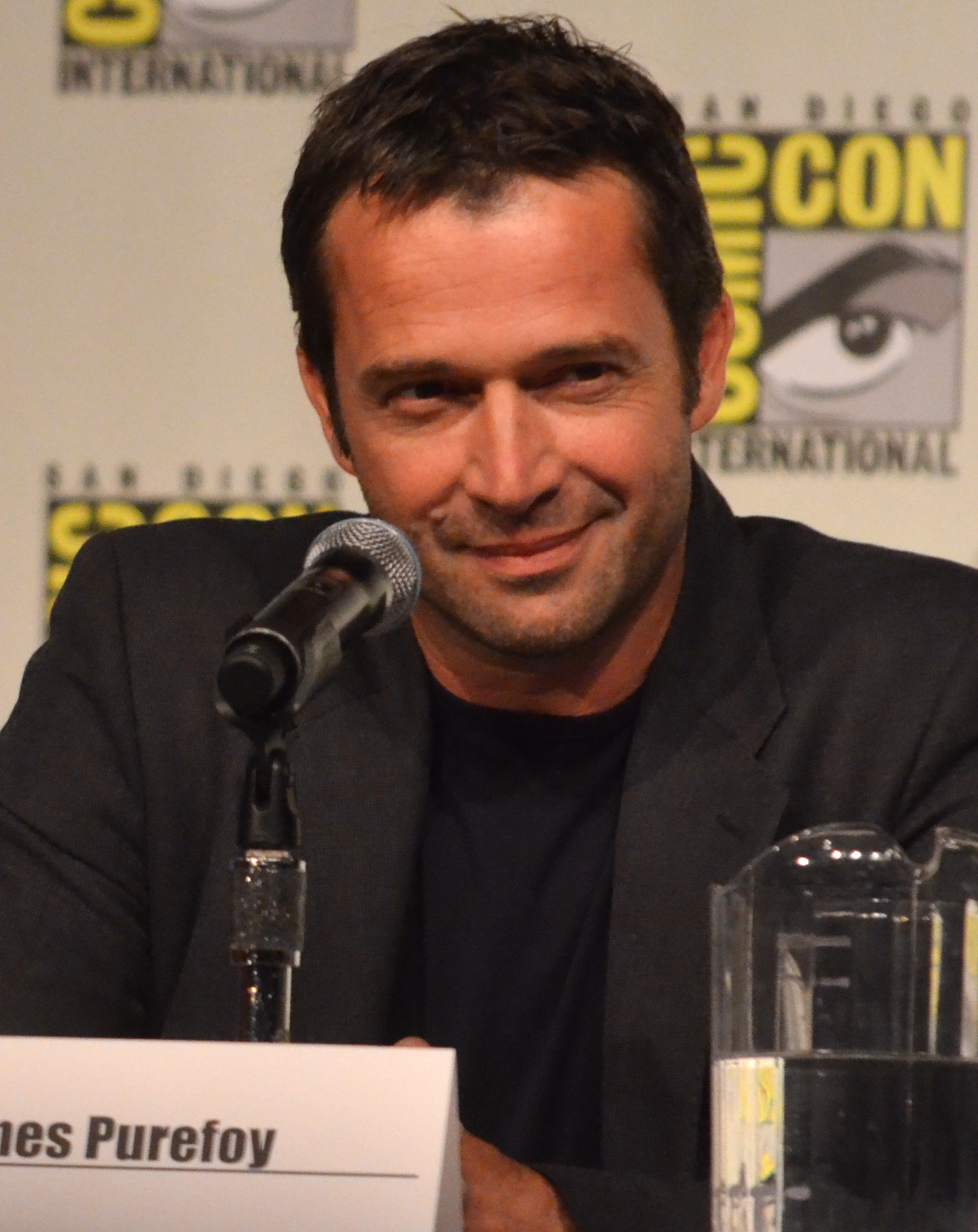
James Purefoy
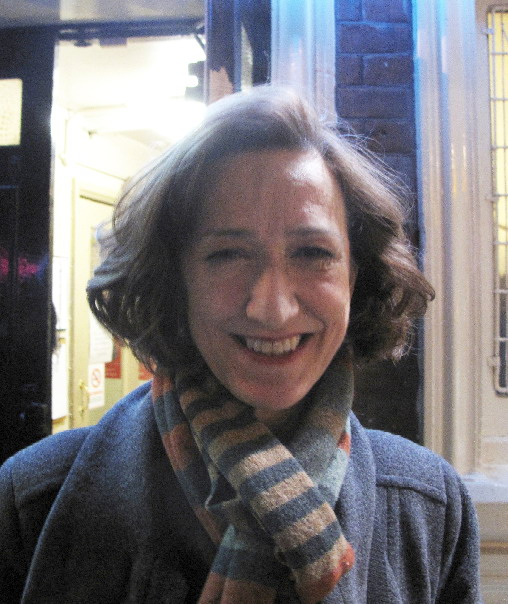
Haydn Gwynne
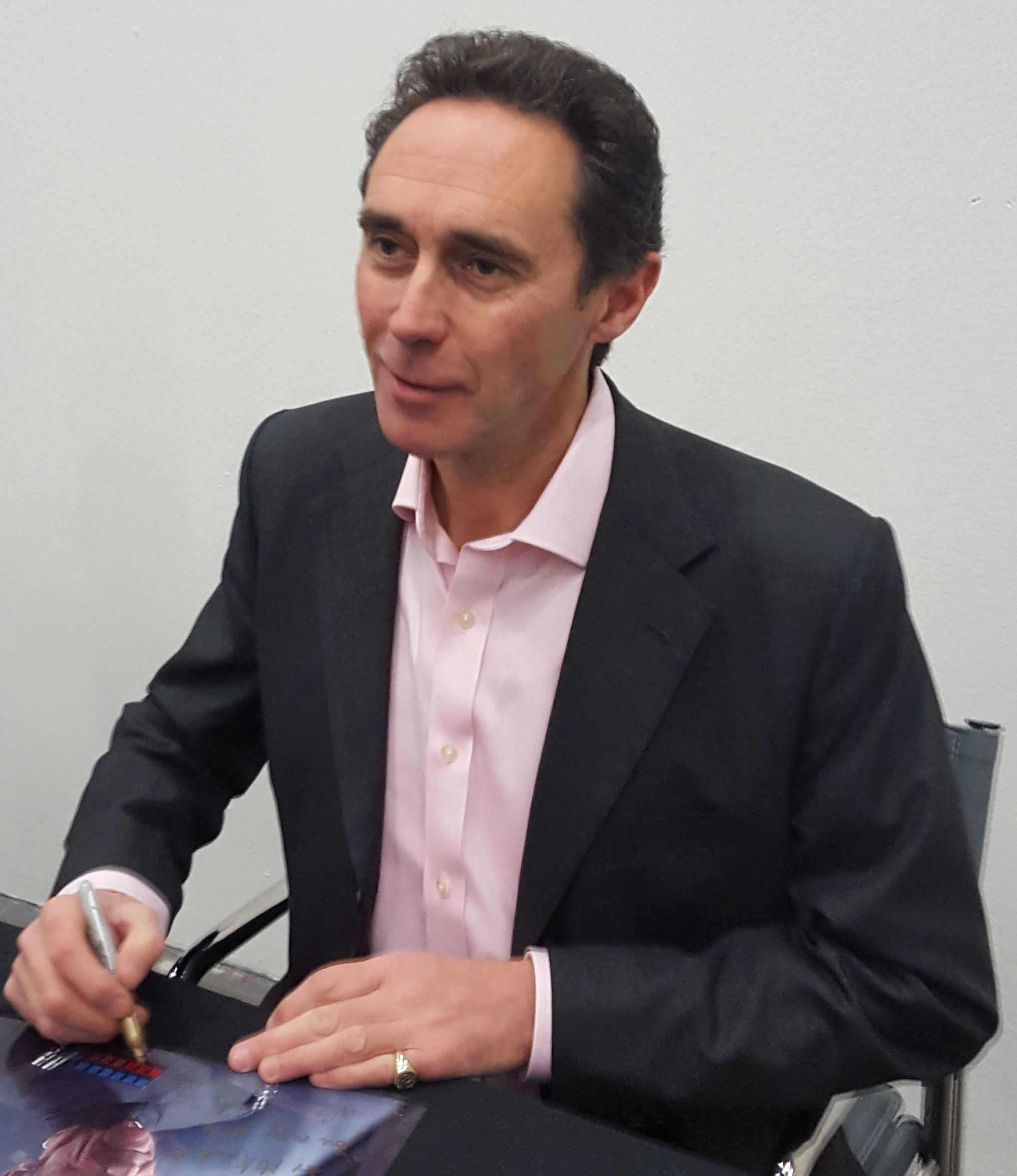
Guy Henry
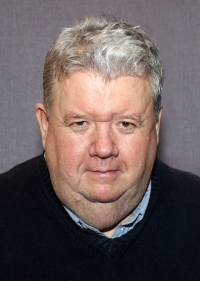
Ian McNeice
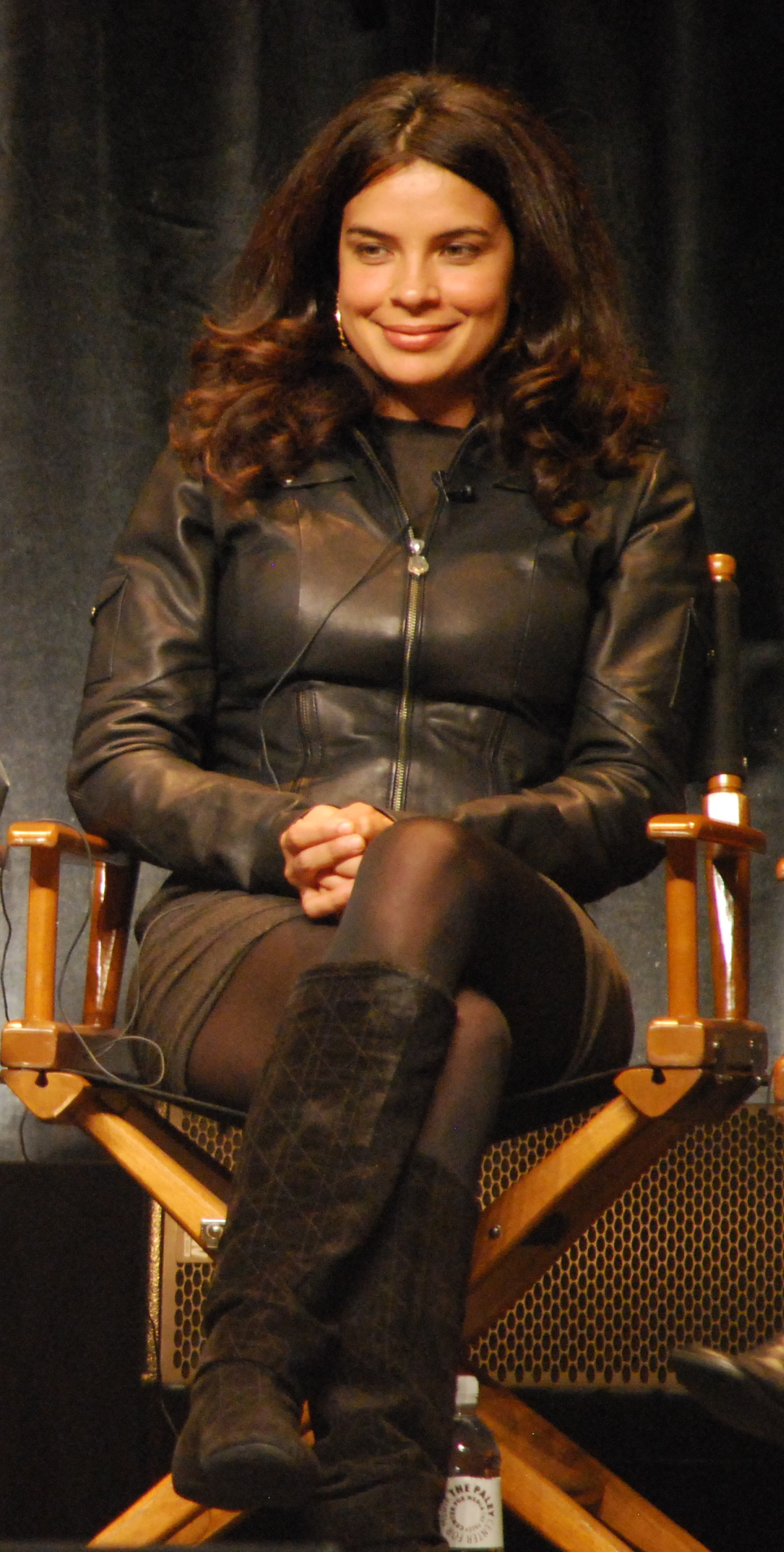
Zuleikha Robinson
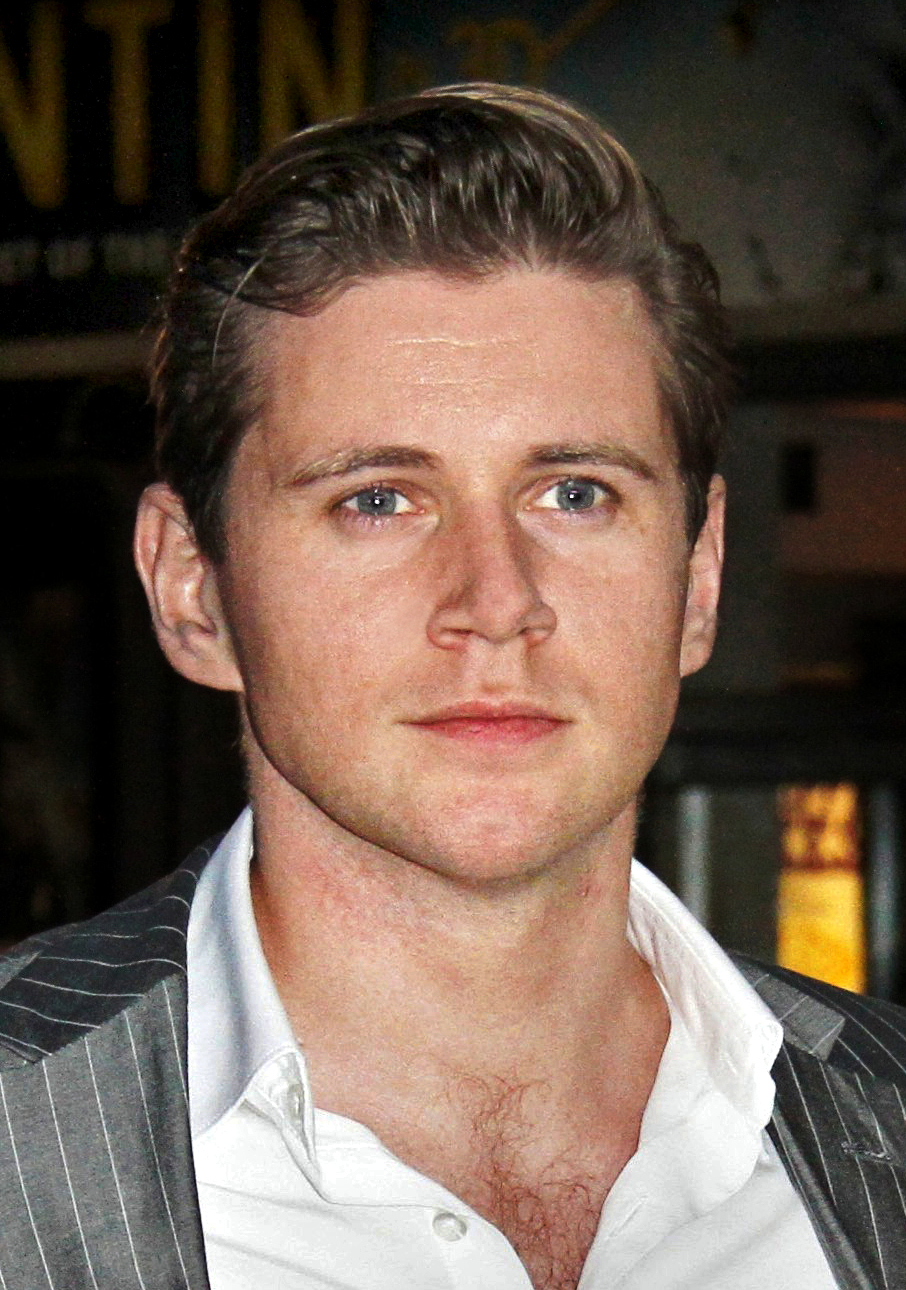
Allen Leech

### Ricorrenti
- Castore (stagioni 1-2), interpretato e doppiato da Manfredi Aliquò.
Schiavo greco al servizio di Azia.
- Merula (stagioni 1-2), interpretata e doppiata da Lydia Biondi.
Schiava di Azia.
- Charmian (stagioni 1-2), interpretata da Kathryn Hunter, doppiata da Stefania Romagnoli.
Schiava di Cleopatra e consigliera.
- Livia (stagione 2), interpretata da Alice Henley, doppiata da Gemma Donati.
Giovane moglie di Ottaviano. Sposata a un altro uomo Tiberio Claudio Nerone, Livia cattura l'occhio di Ottaviano; lei e sua madre Alfidia sono compiaciute quando lui insiste che Livia dovrebbe divorziare dal suo attuale marito per sposare lui. Ottaviano la introduce alla sua famiglia nello stesso simposio, dove rimprovera i suoi amici e parenti per tutti i difetti che potenzialmente lo danneggiano; Ottavia avverte Livia che sta per sposare un mostro, ma la ragazza non ne è sconcertata.

## Produzione

### Sviluppo
William J. MacDonald e John Milius adattarono l’idea a HBO come una miniserie, ma l’emittente volle una serie televisiva completa. Nel 2002, HBO e BBC si accordarono per co-produrre la serie, si impegnarono con un budget di $ 100–110 milioni (£ 62,7 milioni) per la produzione di dodici episodi di un’ora, con HBO che contribuì con $ 85 milioni e BBC con $ 15 milioni. BBC finanziò £ 800 000 per ogni singolo episodio della prima stagione della serie. Roma è la prima serie televisiva nella quale HBO e BBC collaborano insieme come coproduttori, sebbene le due compagnie abbiano già lavorato insieme in altri ruoli in precedenti miniserie, come Band of Brothers - Fratelli al fronte e Guerra imminente.
Tranter di BBC disse questo riguardo allo sviluppo di Roma: "Sembrava qualcosa che avrebbe potuto essere sviluppato da noi e sentiamo che HBO sia come un socio naturale per BBC". Il 20 aprile 2006, Carolyn Strauss, presidente di HBO annunciò lo sviluppo di una seconda stagione.

### Riprese

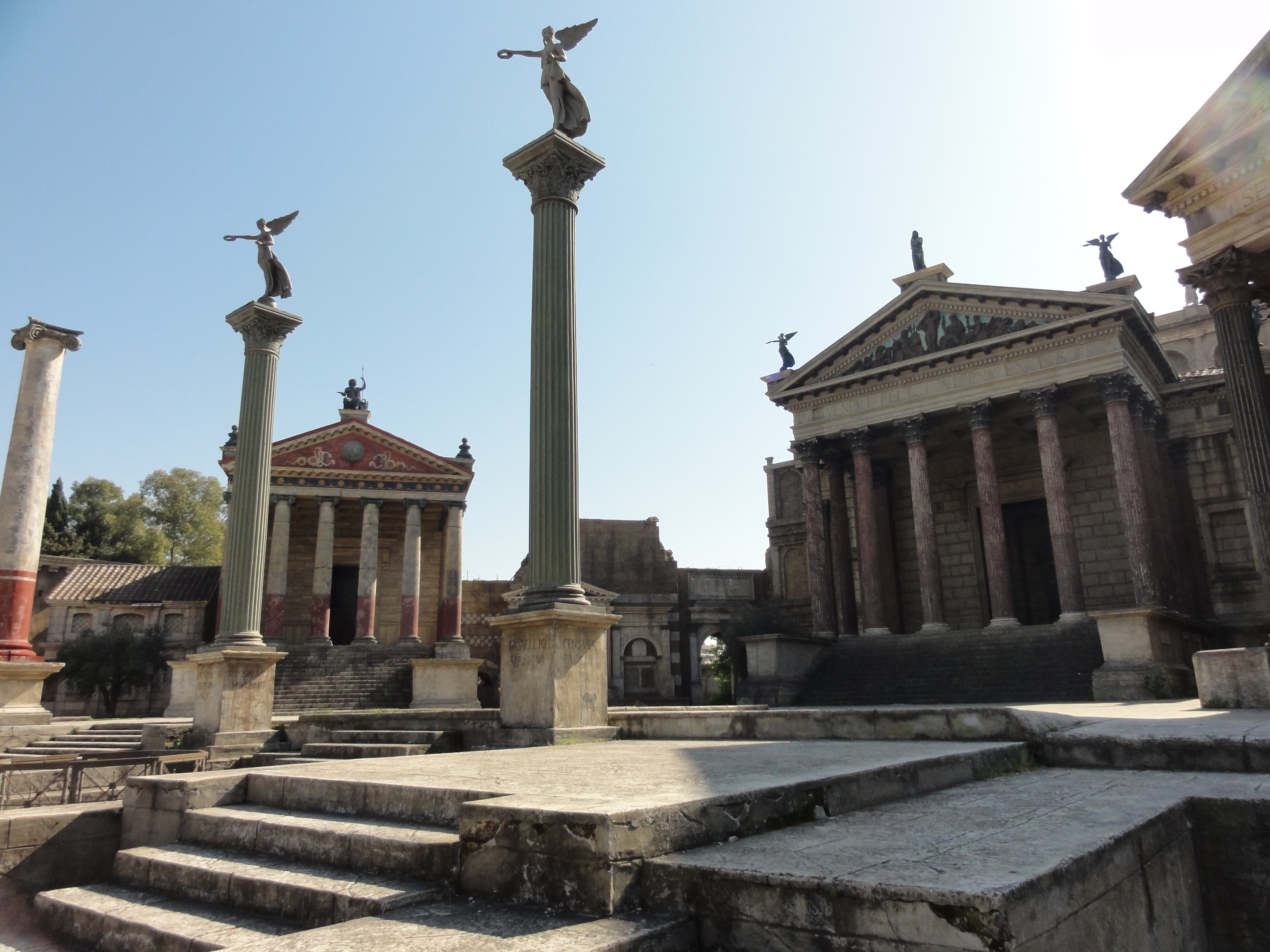
Scenografia della serie negli Studi di Cinecittà a Roma

Roma fu girata in co-produzione con Rai Fiction tra il marzo 2004 e il maggio 2005 nella campagna italiana degli Studi di Cinecittà nel teatro di posa 6 a Roma. Una serie di enormi backlot comprendenti un'elaborata ricostruzione dell’epoca di sezioni dell’antica Roma. Fu un'impresa imponente, con una squadra internazionale di 350 persone e più di 50 italiani locali.
La produzione è considerata come una delle più costose nella storia della televisione. I finanziamenti furono impiegati per ricreare fedelmente i set comprendenti ville romane, il foro e una vasta area dei quartieri malfamati dell’antica Roma. Una parte significativa di questo set fu distrutta in seguito a un incendio, che ridusse in cenere una parte degli studi di Cinecittà nel 2007. Secondo HBO, il fuoco si sviluppò quando le riprese della seconda stagione erano già concluse.

## Distribuzione
La prima stagione di Roma originariamente ha esordito su HBO negli Stati Uniti dal 28 agosto al 20 novembre 2005, successivamente è stata trasmessa nel Regno Unito su BBC Two dal 2 novembre 2005 al 4 gennaio 2006, e in Italia su Rai 2 dal 17 marzo al 28 aprile 2006. La seconda stagione andò in onda su HBO dal 14 gennaio al 25 marzo 2007.
La serie è stata presentata negli Stati Uniti il 25 agosto 2005, al Wadsworth Theatre a Los Angeles. HBO ha trasmesso il primo episodio quattro giorni dopo. Secondo il sistema di ascolti Nielsen, l’episodio fu visto da 3,8 milioni telespettatori e ha raggiunto un rating di 9.1 per una prima serata domenicale. HBO replicò l’episodio 11 volte nella settimana seguente, raccogliendo un totale di 8,9 milioni di telespettatori per tutte le repliche. Dopo soli tre episodi mandati in onda, HBO ha annunciato l’intenzione di produrre una seconda stagione nel 2006, per l’uscita nel marzo 2007. HBO trasmise ogni episodio molteplici volte a settimana, e alla fine della prima stagione, il totale settimanale degli spettatori con tutte le repliche oltrepassava i sette milioni. La seconda stagione esordì nel gennaio 2007, con il primo episodio che attrasse 1,5 milioni di telespettatori. L’episodio finale andò in onda il 25 marzo 2007 negli Stati Uniti, ottenendo 2,4 milioni di spettatori.
In totale, HBO spese circa 10 milioni di US$ per promuovere Roma. HBO arruolò il browser Mozilla Firefox nella sua campagna marketing per la serie progettando un tema personalizzato scaricabile . Nel Regno Unito la serie esordì su BBC Two il 2 novembre 2005, attirando 6,6 milioni di spettatori (27%); gli ascolti subirono un declino negli episodi successivi, col finale di stagione che ottenne solo 3 milioni di spettatori (13%).
Una versione censurata della prima stagione di Roma – con nudità e violenza moderata – fu trasmessa su Rai 2 in Italia, generando solo un misero 10% di share. La Rai inoltre dichiarò di aver co-prodotto la serie, mentre la HBO ha sempre elencato solo se stessa e la BBC come co-produttori. La seconda stagione non andò mai in onda su Rai 2; tuttavia dal settembre 2009 Rai 4 rese disponibile la versione non censurata della prima stagione e mandò in onda la seconda, a seguire.

### Home video
Rome: The Complete First Season è stata pubblicata in DVD in un set da sei dischi negli Stati Uniti nel 2006, distribuita da HBO Home Video. Comprende tutti i 12 episodi, inclusi commenti, dietro le scene e making of. Il set (senza i riassunti degli episodi) è disponibile anche nella Regione 2, col medesimo titolo.
La seconda stagione è stata pubblicata in Nord America nel 2007 e dopo poco nella Regione 2. Rome: The Complete Series è disponibile dal novembre 2009 in Blu-ray in Nord America.

## Riconoscimenti
- 2005 – Directors Guild of America Award
  - Miglior regia in una serie drammatica a Michael Apted per l'episodio L'aquila rubata
- 2005 – Visual Effects Society
  - Migliori effetti visivi in una serie per l'episodio L'aquila rubata
- 2005 – Writers Guild of America Award
  - Candidatura per la miglior sceneggiatura in una nuova serie televisiva
- 2005 – Satellite Award
  - Candidatura per la miglior attrice non protagonista in una serie, miniserie o film per la televisione a Polly Walker
  - Candidatura per la miglior serie drammatica
- 2007
  - Candidatura per la miglior pubblicazione in DVD di una serie televisiva
- 2006 – Golden Globe
  - Candidatura per la miglior attrice in una serie drammatica a Polly Walker
  - Candidatura per la miglior serie drammatica
- 2006 – Primetime Emmy Awards
  - Miglior direzione artistica per una serie a telecamera singola agli episodi Cesarione, Trionfo e Calende di febbraio
  - Migliori costumi per una serie televisiva all'episodio Trionfo
  - Miglior acconciatura per una serie televisiva all'episodio Rubare a Saturno
  - Candidatura per la miglior sigla
  - Candidatura per il trucco per una serie televisiva (non prostetico) all'episodio Cesarione
  - Candidatura per la miglior composizione musicale per una serie televisiva all'episodio Trionfo
  - Candidatura per il miglior tema musicale della sigla
  - Migliori effetti visivi speciali per una serie televisiva all'episodio L'aquila rubata
- 2007
  - Miglior direzione artistica per una serie a telecamera singola agli episodi Gli eroi della Repubblica, Filippi e Nemmeno un Dio può fermare gli affamati
  - Miglior fotografia per una serie a telecamera singola a Alik Sakharov all'episodio Passaggio
  - Miglior acconciatura per una serie televisiva all'episodio Riguardo vostro padre
  - Candidatura per i migliori costumi per una serie televisiva all'episodio Riguardo vostro padre
  - Candidatura per il trucco per una serie televisiva (non prostetico) all'episodio Riguardo vostro padre
  - Candidatura per la miglior composizione musicale per una serie televisiva all'episodio Filippi
  - Candidatura per i migliori effetti visivi per una serie televisiva all'episodio Filippi
- 2008 – Screen Actors Guild Award
  - Candidatura per le migliori controfigure in una serie televisiva